# Lee Soo-geun
Lee Soo-geun (en coreano: 이수근; nacido el 10 de febrero de 1975) es un comediante surcoreano que ha trabajado en varios programas de comedia en la televisión surcoreana. Comenzó su carrera como comediante en KBS Gag Concert y apareció en Finding Laughter. Vive en Mapo-gu, un distrito en Seúl. Está bajo la dirección de la agencia SM Culture & Contents.

## Carrera
Antes de ingresar a la industria del entretenimiento, Lee trabajó como instructor recreativo y participó en un concurso de canto en River Music Festival de la MBC (강변 가요제). También fue instructor de aeróbic. En octubre de 2006, comenzó su propio comercio en línea de Internet, vendiendo ropa. En mayo de 2008, se convirtió en embajador del Comité de Gestión del Cerdo (양돈 자조금 관리 위원회 홍보 대사)
Ha aparecido en muchos reality shows de variedades. Hizo un gran avance en su carrera tras de aparecer en Happy Sunday: 1 Night 2 Days de la KBS. Fue valorado como el miembro más trabajador del reparto y estaba a cargo de dirigir en el programa, ya que tenía una licencia de coach comercial. Después de aparecer en el programa, había ganado más reconocimiento y le ofrecieron papeles de MC en otros programas, como la temporada 2 de Sang Sang Plus, su primera aparición en televisión con el papel de MC. Su matrimonio fue transmitido en la televisión nacional en 1 Night 2 Days.
Hasta 2012, trabajaba bajo Castle J Entertainment, y el 19 de septiembre, se anunció que había firmado contratos exclusivos con SM C&C, una subsidiaria de SM Entertainment, junto con Kim Byung-man, inmediatamente después de su compañero MC Kang Ho-dong y Shin Dong-yup se unieron.
En diciembre de 2015, se unió con Kang Ho-dong como miembro del reparto para el nuevo programa de variedades de JTBC, Knowing Bros.
En 2017, Lee Soo-geun apareció en más de diez programas en el transcurso de un año y mostró su encanto único en varios programas.
Lee Soo Geun protagonizará un nuevo programa de variedades de TVN llamado My Solo Diner. Se espera que el programa se emita en julio de 2020. My Solo Diner contará con Lee Soo Geun dirigiendo un restaurante solo. Preparará comidas sencillas y sabrosas en un restaurante de montaña y las servirá a los huéspedes.

## Vida personal
Lee Soo Geun se casó con Park-Ji-Yeon en 2008. Tienen 2 hijos de este matrimonio, Lee Tae-Joon y Lee Tae-Seo. La madre de Lee Soo Geun es chamán.

## Controversias
En 2013, Lee estuvo bajo investigación por sospecha de juego ilegal en línea junto con Tony An, Tak Jae-hoon, Andy Lee y Boom. Lee estuvo involucrado en un escándalo de apuestas deportivas ilegales, en el que apostó sobre los resultados de los equipos de fútbol de la primera división del Reino Unido mediante el uso de un sitio web ilegal de apuestas en línea y mensajes de texto de teléfonos móviles. Lee ha afirmado haber apostado miles de millones de won coreanos en sitios web de apuestas deportivas en línea. Como resultado de la investigación de sus actividades de juego, Lee Soo-geun desde diciembre de 2008 a junio de 2011 se jugó 370.000 dólares. El juez Shin Myung-hee de la Fiscalía Central de Seúl en la mañana del 6 de diciembre de 2013, en el primer juicio público, sentenció a Lee Soo Geun a ocho meses de prisión y dos años de libertad condicional. Lee Soo Geun, quien apareció en el primer juicio público con su abogado, reconoció repetidamente su crimen y pidió perdón. Después de dos años de autocontrol en casa, regresó con el programa de competencia de billar "Juk-bang Legend". Antes de filmar el primer episodio del programa, Lee dijo "Reiniciaré como si fuera mi primera vez".

## Discografía
- 2020: "SWAG" (ft. Chin Chilla y Jiselle) - Show Me The Play 2 Final
- 2019: "White Winter" (con Kim Hee-chul) - STATION X 4 LOVEs for the winter Part.3
- 2010: "Huk" (ft. Eun Jiwon)
- 2009: "Happy Song" (ft. Ez-Life)
- 2009: "Let's Keep Going Until the End" (ft. Eun Jiwon)

## Filmografía
Lista de programas actuales
| Año           | Red                            | Canal   | Notas              | Ref.          |
| ------------- | ------------------------------ | ------- | ------------------ | ------------- |
| 2015-presente | Knowing Bros                   | JTBC    |                    |               |
| 2018-presente | Lee Soo Geun's Channel         | DIA TV  |                    |               |
| 2019-presente | Ask Us Anything Fortune Teller | KBS Joy |                    |               |
| 2020          | Idol Variety Corps Camp        | Seezn   |                    |               |
| 2020          | Come Here                      | MBN     |                    |               |
| 2020          | We Play: Season 2              | NQQ     |                    |               |
| 2025          | Kick Kick Kick Kick            | KBS2    | Aparición especial | [ 12 ] [ 13 ] |

### Programas anteriores
- 2018: Bipedal Life (두발라이프) - miembro
- 2019: Mafia Game in Prison  (호구 들의 감빵 생활) - miembro

## Premios
| Año  | Exposición de premios                       | Premio                                                    |
| ---- | ------------------------------------------- | --------------------------------------------------------- |
| 2006 | KBS Entertainment Awards                    | Premio Excellent Corner para la División de Comedia       |
| 2007 | KBS Entertainment Awards                    | Premio al mejor artista masculino                         |
| 2008 | KBS Entertainment Awards                    | Premio Nuevo MC Masculino (Programas de Variedades)       |
| 2008 | Premios de entretenimiento de Corea del Sur | Premio al comediante                                      |
| 2009 | KBS Entertainment Awards                    | Premio MC Masculino (Programas de Variedades)             |
| 2010 | Mnet 20's Choice Awards                     | 20.ª Celebridad más influyente                            |
| 2010 | El XI Concurso de Artes Visuales de Corea   | Premio Portfolio                                          |
| 2010 | KBS Entertainment Awards                    | Premio a la excelencia (Programas de variedades)          |
| 2011 | Premios de las artes Baeksang               | Mejor intérprete masculino de variedades                  |
| 2011 | 23rd Korea PD Awards                        | Premio al comediante                                      |
| 2011 | The 38th Korea Broadcasting Awards          | División de comedia personal                              |
| 2011 | KBS Entertainment Awards                    | Premio a la excelencia                                    |
| 2011 | KBS Entertainment Awards                    | Entertainment Daesang - miembros del equipo 1N2D          |
| 2016 | The 10th Cable TV Broadcasting              | Estrella popular - como MC de Juk-bang Legend (죽방 전설) |
| 2019 | Premios Marca del Año                       | Estrella masculina de variedades                          |